# Gubel
Der Gubel ist eine Anhöhe in der Gemeinde Menzingen im Kanton Zug, auf dem das 1851 gegründete Kapuzinerinnenkloster Maria Hilf auf einer Höhe von (909 m ü. M.) steht. Die Anhöhe steigt nach Südosten weiter bis zum Neuhof auf 983 m ü. M. an.

## Religiöses Zentrum
Seit dem 16. Jahrhundert betreuten hier Eremiten eine 1566 erbaute Schlacht- und Wallfahrtskapelle, die an den Sieg der katholischen über die reformierten Orte der alten Eidgenossenschaft in der Schlacht am Gubel am 24. Oktober 1531 erinnert. An der Decke im Inneren findet sich eine Darstellung des Gefechts, die nach dem Brand der Kapelle 1780 erneuert wurde. Der heutige Bau im Rokokostil wurde 1864 letztmals erneuert.
Das Kloster wurde 1843 bis 1847 zur Dreihundertjahrfeier der Schlacht erbaut und 1851 dem Bischof von Basel unterstellt. Noch heute wohnt dort eine Gemeinschaft von Schwestern, die hauptsächlich von der Paramentenstickerei lebt.
Das Gasthaus Gubel ist eines der ältesten im Kanton Zug. 2012 beschloss das Kloster aus Geldnot den Verkauf der Gaststätte. Zusätzlich gehören dem Kloster ein landwirtschaftlicher Betrieb und mehrere Häuser.

## Ehemalige Lenkwaffenstellung «Bloodhound»

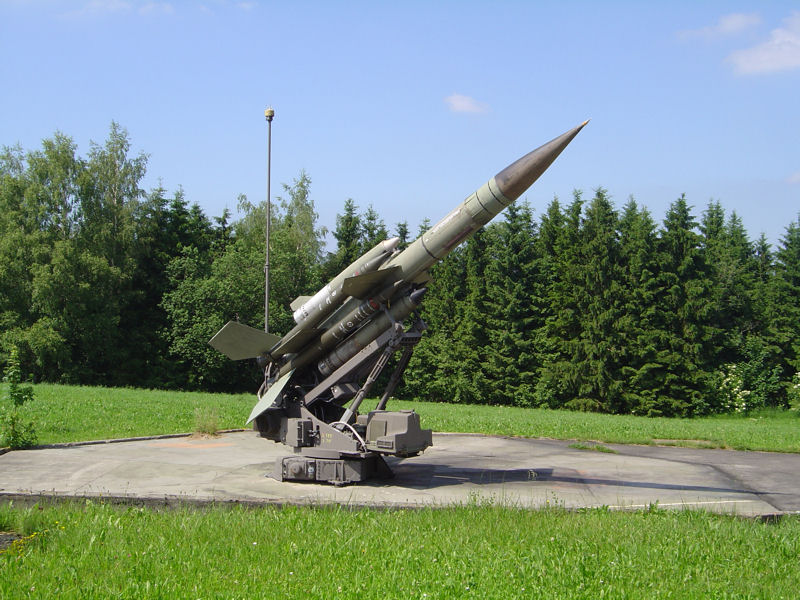
Lenkwaffe Bloodhound BL-64 auf dem Gubel

Zwischen Gubel und Neuhof liegt die ehemalige Fliegerabwehr-Lenkwaffenstellung BL-64 Bloodhound.(47° 9′ 31,32″ N, 8° 35′ 1,32″ O) Die Anlage war von 1964 bis 1999 in Betrieb. Die südliche Feuereinheit wurde danach abgebaut, die nördliche blieb erhalten und wurde 2000 unter Denkmalschutz gestellt. Sie dient heute als Museum und kann bei Führungen besichtigt werden.

## Film
- Ex Voto von Erich Langjahr